# The Gold Album: 18th Dynasty
| Recensione    | Giudizio |
| ------------- | -------- |
| AllMusic      | [ 1 ]    |
| Rolling Stone | [ 2 ]    |

The Gold Album: 18th Dynasty è il quinto album in studio del cantante statunitense Tyga, pubblicato il 23 giugno 2015 dalle etichette Young Money Entertainment e Cash Money Records.
Nella prima settimana, l'album è stato caricato su Spotify facendo guadagnare oltre 2,200 dollari.

## Tracce
1. Spitfire – 2:10
2. Muh Fucka (feat. A.E.) – 3:01
3. Shaka Zulu – 4:14
4. God Talk – 3:14
5. Hard For You – 3:14
6. Down For A Min – 4:13
7. Pure Luxury – 4:59
8. Wham – 3:19
9. Pleazer (feat. Boosie Badazz) – 4:18
10. Hollywood Niggaz – 3:32
11. 4 My Dawgs (feat. Lil Wayne) – 3:56
12. Bloodline – 4:23